# Амурска ветрушка
Амурска ветрушка (Falco amurensis) е вид птица от семейство Соколови (Falconidae). Видът е незастрашен от изчезване.

## Разпространение
Разпространен е в Ангола, Бангладеш, Бутан, Ботсвана, Бурунди, Китай, Етиопия, Индия, Кения, Корея, Лаос, Лесото, Малави, Малдивите, Монголия, Мозамбик, Мианмар, Намибия, Непал, Оман, Пакистан, Катар, Русия, Руанда, Сомалия, Южна Африка, Свазиленд, Танзания, Тайланд, Виетнам, Йемен, Замбия и Зимбабве.